# Oliver H. Prince
Oliver H. Prince (Montville, 1782. július 31. – Cape Hatteras, 1837. október 9.) az Amerikai Egyesült Államok szenátora (Georgia, 1828–1829).